# Повстання у Семиріччі 1916 року
Повстання в Семиріччі 1916 (Киргизький заколот) - повстання в Семиріччі, під керівництвом Токаша Бокіна і Бекболата Ашекєєва, Узака Саурикова, Жеменкена Мамбетова та інших, в липні-жовтні 1916 року, є одним з епізодів Центральноазійського повстання 1916 року.

## Причини та передумови
У зв'язку з участю Російської імперії у Першій світовій війні 25 червня 1916 указ царський уряд видав про мобілізацію чоловічого населення Середньої Азії та Казахстану у віці від 19 до 43 років «для робіт з облаштування оборонних споруд і військових укріплень в районі діючої армії», відповідно до якого з Туркестанського краю на тилові роботи призивалися 250 тис. чол., зі Степового краю 230 тис. осіб. У тому числі із Семирічинської області планувалося призвати близько 60 тис. осіб. Повстання було спрямоване проти російської політики у регіоні.

## Учасники подій
Головне та ідеологічне керівництво повстанням у Семиріччі здійснював Токаш Бокін; імена керівників окремих повстанських формувань — Бекболат Ашекєєв, Нука Сатибеков, Байбосин Тамабаєв, Узак Сауриків, Жаменка Мамбетов, Естай Жанабергенов, Айтик Алабергенов, Айдос Тунгатаров, Айкин Жолдербаєв, Доскен Жамамуринов, Єлкен Доскеєв, Курман Бесбаєв та інші.
З боку царської адміністрації - генерал Олексій Куропаткін, призначений генерал-губернатором Туркестанського краю 20 липня 1916 року, тобто, вже під час повстання. Згадується й військовий губернатор Михайло Фольбаум.
З боку місцевого російського населення - священик Євстафій Малаховський, відомі його спогади про різанину мирних російських поселенців, в основному старих, жінок і дітей, оскільки основна маса місцевих чоловіків, козаків воювали на фронтах Першої світової війни.

## Окремі події повстання
У зв'язку з масовістю та стихійністю заворушень, чіткого перебігу подій повстання немає. Заворушення виникали, як реакція на примусову мобілізацію корінного населення, що проводилася поспіхом, на тилові роботи, спочатку народ відмовлявся від мобілізації і вимагав знищити списки призовників.
У відповідь місцева адміністрація почала формувати добровільні каральні загони, спалахнули відкриті озброєні виступи. На боротьбу з повстанцями було кинуто і царські війська. 17 липня 1916 р. у Туркестанському військовому окрузі було вимушено оголошено військовий стан, а до кінця серпня всі волості Семирічинської області були охоплені повстанням. Великі бойові зіткнення відзначені в урочищі Аси, в районах Кастека, Наринкола, Чарина, Курама, в Садир-Матайській волості Лепсинського району та інших місцевостях Семиріччя.
23 липня 1916 повстанці, силами до 5 тис. чол., захопили поштову станцію Самси (Верненський повіт, 80 верст від м. Вірний), перервавши повідомлення на поштовому тракті Вірний - Пішпек. До 10 серпня до повстання підключилися загони  дунган, які в околицях Іссик-Куля вирізали низку російських поселень колоністів. 11 серпня дунгани перебили більшість селян Іваницького. Перебито було населення села Кольцівка. Але вже 12 серпня з Вірного було вислано козачий загін (42 особи) для боротьби із загонами бунтівників, який знищив одну з банд у районі міста Токмак. Проте насильства тривали. Заколотники, розорили Іссик-Кульський монастир, вбивши православних ченців і послушників, що знаходилися там, розорення зазнали села Білоцарське, Столипінське, Григорівка, Високе і Біловодське на річці Нарин. Окрім селян від рук повстанців гинули службовці поштових станцій, обслуга залізниці, лікарі. Кількість жертв різанини переважно громадянського населення сягала 3 тис. осіб. Із 11 серпня у очікуванні нападу перебував Пржевальськ. 12 серпня через жорстокість повстанців там розстріляли 80 ув'язнених киргизів. Місцеві російські дружинники жорстоко мстилися бунтівникам, влаштовуючи самосуд над киргизами.
З телеграми військового губернатора М. Фольбаума, від 14 серпня 1916 р., м. Вірний:
|   | Рухати негайно з Андижана ще 8 рот з артилерією і кіннотою в Пржевальський повіт і з Ташкента викликати не менше ніж 8 рот з артилерією на Вірний для операції в боці Жаркента і Пржевальська. Каркаринський ярмарок обложений повстанцями. У боях брали участь понад 5 тис. осіб. |
| — | |

В іншій телеграмі М. Фольбаума з Вірного карає начальникам каральних загонів:
|   | Вважайте найменші групи казахів кучами вже як заколот, придушуйте його, наводьте на ці волості паніку, при першій ознаці збурень заарештуйте хоча б другорядних ватажків, передайте польовому суду і негайно повісьте... Ну, спіймайте кого-небудь із підозрюваних і для прикладу повісьте. |
| — | |

## Підсумки повстання
Повстання було придушене царською адміністрацією. Знищено десятки аулів, убито велику кількість повсталих місцевих жителів, понад 300 тис. казахів і киргизів втекли до Китаю, засуджено до страти 347 осіб, каторжним роботам - 168, тюремному ув'язненню - 129 осіб. Керівника повстання Токаша Бокіна заарештовано.
У результаті повстання, загалом, у Середній Азії царському уряду вдалося до початку лютневої революції 1917 року, відправити з Туркестану на тилові роботи лише 123 тис. осіб (із запланованих 480 тис.).

## Окремі факти
- згаданий Каркарінський ярмарок, будучи великим торговим центром свого часу, в 1916 році перестав існувати внаслідок захоплення повстанцями. Ці події на самому ярмарку, в окремих джерелах, можуть згадуватися як окреме «Каркаринське повстання»[7]
- Повстання в Семиріччі 1916 року присвячено повість Мухтара Ауезова «Лиха година»